# Vorbilder der Treue
Das Buch Vorbilder der Treue wurde von Abdul-Baha verfasst und beschreibt bedeutende Personen in der Geschichte der Bahai-Religion.

## Hintergrund
Diese Sammlung von Lebensbeschreibungen entstand 1915 aus Erzählungen Abdu’l Bahas im Kreise der Freunde. 1924 wurde die Sammlung in Haifa auf Persisch veröffentlicht. Shoghi Effendi beauftragte Marzieh Gail, das Buch ins Englische zu übersetzen. Nach der englischen Vorlage wurde es schließlich ins Deutsche übertragen und 1987 veröffentlicht.

## Inhalt
Das Buch enthält etwa 70 kurze Lebensbeschreibungen vorbildlicher Bahai, die noch zu Lebzeiten Abdu’l Bahas verstarben. Hierzu gehören unter anderem die Hände der Sache Nabil-i-Akbar und Mulla Ali Akbar, der Buchstabe des Lebendigen Qurrat al-ʿAin, die auch unter Tahirih bekannt ist, der Kalligraf Mishkin-Qalam und der Chronist Nabil-i-Zarandi.